# Stempelfehler
Stempelfehler ist ein numismatischer Fachbegriff für Fehler, die ihre Ursache in der Herstellung oder Beschaffenheit des Münzstempels haben. Das sind Fehler in der Gravur des Münz- oder Medaillenstempels sowie Fehler, die durch Beschädigung des Stempels im Prägebetrieb aufgetreten sind.

## Fehler bei der Gravur des Münzstempels

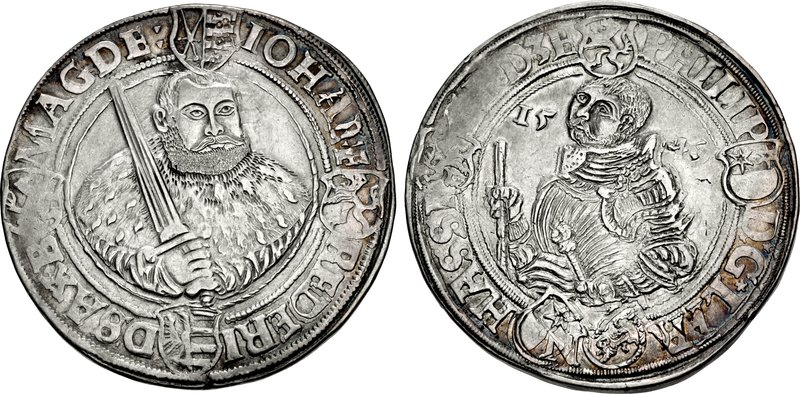
Schmalkaldischer Bundestaler von 1546 mit Stempelfehler auf der hessischen Seite: E statt N (N = Nidda)

Sie entstehen bei der Gravur durch den Stempelschneider. Es sind sachliche, orthografische und  grammatische Fehler. Sachliche Unrichtigkeiten sind zum Beispiel Ausfall, Zuführung, Umstellung oder Rückläufigkeit einzelner Buchstaben. Auf Münzen des Mittelalters sind Stempelfehler bei der Gravur des Stempels wegen des Analphabetismus der Stempelschneider häufig. Auf Münzen der Neuzeit kommen sie aber auch vor, so zum Beispiel:
- TAHLER oder THAELER statt THALER,
- VERRINSTHALER statt VEREINSTHALER und
- WILHLM statt WILHELM[3][4]

Weitere Fehler in der Gravur sind beispielsweise:
- in der Umschrift des Schmalkaldischen Bundestalers auf der hessischen Seite: Abkürzung E statt N (N = Nidda) und
- in der Umschrift des Triumphtalers von 1545 auf der Rückseite: BRVNSVIGENSIS statt BRVNSVICENSIS.
- Falsche Wertangabe in Juliuslösern: 21⁄2 statt 5 Juliuslöser.

Teilweise wurden falsche Jahreszahlen absichtlich angebracht um schlechtere Münzen als bessere ausgeben zu können, wie das bei den Ephraimiten der Fall war. Auch Rückdatierung zur Vortäuschung eines besseren Münzfußes sind bekannt.

## Fehler durch Stempelbeschädigung während der Prägung

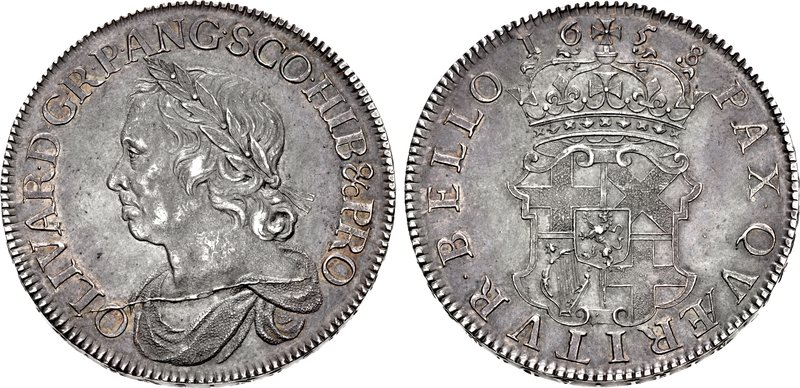
Cromwelltaler von 1658 – der Stempelriss wurde mit Cromwells postumer Enthauptung in Verbindung gebracht.

Das ist meist ein Stempelriss oder Stempelsprung, auch Stempelbruch genannt. Er ist auf dem Gepräge durch eine Wulst im Münzbild sichtbar. Charakteristische Stempelrisse waren früher besonders gesuchte Münzen wie beispielsweise
- Einhorngulden
- Nasenblutengulden
- Cromwelltaler.[7][8]

Weitere Beispiele sind:
- Schmalkaldische Bundestaler mit einem Stempelriss durch das Kurschwert. Der dadurch entstandene Prägefehler des letzten Jahrgangs wurde als ein Zeichen für die noch im gleichen Jahr erfolgte Gefangennahme des Kurfürsten und des Landgrafen nach der Schlacht bei Mühlberg gedeutet.
- Interimstaler, mit Stempelriss im Münzbild an der Tiara des Papstes beginnend und an der speienden Fratze endend.

Ausplatzer von Teilen des Stempels führt zum Beispiel zum Ausfall von Buchstabenteilen. So bei
- WILHEIM statt WILHELM.

Verstopfungen einzelner Stempelpartien durch winzige Metallteilchen bewirken den Ausfall eines Buchstabens oder Zahl im Prägebetrieb. Dieser Stempelfehler kommt in der modernen Prägetechnik am häufigsten vor und ist zum Beispiel beim
- 50-Pfennig-Stück der Bank deutscher Länder des Jahrgangs 1949 aufgetreten.[9][10]